# Olše
Olza  ( hør) (tjekkisk: Olše, tysk: Olsa) er en flod der løber i Polen og Tjekkiet, en højre (østlig) biflod til floden Oder. Det kommer fra bjergkæden de Schlesiske Beskider gennem det sydlige Cieszyn Schlesien i Polen og Frýdek-Místek og Karviná distrikterne i Tjekkiet, og danner på nogle strækninger grænsen til Polen. Den løber ud i Oder-floden nord for Bohumín. Sammenløbet Olza-Oder udgør også en del af grænsen.

## Navn
Den ældste bevarede skriftlige omtale er i et brev fra 1290, som refererer til floden Olza. Floden blev derefter nævnt i et skriftligt dokument i 1611 som Oldza. I slutningen af det 19. århundrede, med fremkomsten af massenationalismen, hævdede både polske og tjekkiske aktivister, at navnet Olza på den ene side ikke var polsk nok og på den anden side utilstrækkeligt tjekkisk. Nogle polske aktivister foreslog navnet Olsza, tjekkiske aktivister Olše .
Den tjekkiske sprogforsker og forfatter Vincenc Prasek demonstrerede i 1900, at navnet Olza faktisk har en selvstændig gammelslavisk oprindelse, som går forud for både polsk og tjekkisk.  Denne åbenbaring er blevet bekræftet af forskellige etymologiske undersøgelser i det 20. århundrede. Den regionalt anvendte form Olza er afledt af det gamle Oldza. Tysk Olsa er en omstavning af Olza, men udtales på samme måde. Lokalbefolkningen brugte altid Olza-formen, uanset deres nationale eller etniske oprindelse.
Men centraladministrationen i Prag så Olza som et polsk navn, og da det meste af floden blev en del af Tjekkoslovakiet i 1920, forsøgte den at ændre sit navn til den tjekkiske form, Olše. En vis grad af dualisme i navngivningen varede dog indtil 1960'erne, hvor den centrale statsadministration for geodæsi og kartografi afgjorde, at den eneste officielle form i Tjekkiet er Olše. Lokalbefolkningen på begge sider af grænsen og fra begge nationaliteter fortsætter ikke desto mindre med at omtale floden som Olza.

## Byer og landsbyer ved floden
(fra kilde til udmunding)
- Istebna (PL)
- Bukovec
- Písek
- Jablunkov
- Návsí
- Hrádek
- Bystřice
- Vendryně
- Lyžbice
- Třinec
- Konská
- Ropice
- Český Těšín / Cieszyn (PL)
- Chotěbuz
- Pogwizdów (PL)
- Louky nad Olší
- Kaczyce (PL)
- Darkov
- Fryštát
- Karviná
- Dětmarovice
- Závada
- Godów (PL)
- Věřňovice
- Kopytov
- Olza (PL)

## Gallery
- Olza i Bukovec
- Olza i Hrádek
- Olza i Karviná
- Olza i Věřňovice